# Károly Acsády
Károly Acsády (n. 27 octombrie 1907, Budapesta – d. 11 februarie 1962, Budapesta) a  fost un scriitor, poet și jurnalist maghiar.